# Rhinolophus bocharicus
Rhinolophus bocharicus är en fladdermusart som ingår i släktet Rhinolophus och familjen hästskonäsor. IUCN listar den under livskraftig ("LC"), och populationen är stabil. Catalogue of Life anger inga underarter.

## Beskrivning
Som alla hästskonäsor har arten flera hudflikar kring näsan. Flikarna brukas för att rikta de överljudstoner som används för ekolokalisation. Till skillnad från andra fladdermöss som använder sig av överljudsnavigering produceras nämligen tonerna hos hästskonäsorna genom näsan, och inte som annars via munnen.
Rhinolophus bocharicus är en stor fladdermus, med en underarmslängd mellan 4,9 och 5,3 cm. Pälsfärgen är ljus, nästan vit; ryggsidan kan vara mörkare, och vingarna är mörkt brunaktiga.

## Utbredning
Utbredningsområdet utgörs av Centralasien, främst i Västturkestan (Turkmenistan, norra Afghanistan, Kazakstan, Kirgizistan, Tadzjikistan, och Uzbekistan) men också Iran. Den är regionalt utdöd i Pakistan.

## Ekologi
Arten förekommer i ökanliknande bergmiljöer på låga höjder. Arten är nattaktiv, och tillbringar dagen i stora kolonier i övergivna gruvgångar och grottor, gärna i lössjord. Födan består framför allt av fjärilar, men också andra insekter som skalbaggar.
Fladdermusen övervintrar i djupa grottor. Det förekommer också att individerna flyttar söderut under vintern.

### Fortplantning
Honorna får ungar från juni till början av juli. Under fortplantning och digivning lever honorna i separata kolonier. Efter det ungarna blivit självständiga flyttar hanarna tillsammans med honorna. Parningen sker då eller under vintern.